# Ernst Giese (Mediziner)
Ernst Herrmann Friedrich Giese (* 27. November 1865 in Jena; † 6. Dezember 1956 ebenda) war ein deutscher Gerichtsmediziner, der die erste außerordentliche Lehrstelle für gerichtliche Medizin an der Universität Jena innehatte. Mit Ernst Gieses Ernennung zum ordentlichen Professor wurde 1925 die Gerichtsmedizin als Spezialfach an der Universität Jena etabliert. Auch in der Zeit des Nationalsozialismus blieb Giese sich und seinen humanistischen Idealen treu und setzte sich noch Anfang der 1940er Jahre über Maßregelungen hinweg, indem er weiterhin jüdische Patienten behandelte.

## Leben
Gieses Mutter Pauline kam aus einer Lehrerfamilie, sein Vater Wilhelm war Zimmermeister und Ernst Giese das zweite Kind des Paares. Sein Reifezeugnis erhielt Ernst Giese 1884 am Gymnasium Carolo-Alexandrinum in Jena; anschließend studierte er in Jena und München Medizin. Im Dezember 1888 schloss er mit dem Staatsexamen ab und promovierte kaum ein halbes Jahr später im Alter von 22 Jahren mit einer Arbeit über angeborene Pulmonalstenosen. Nach seiner Zeit als Assistenzarzt in Halle (Psychiatrische und Nervenklinik) und in Hamburg (Innere Medizin) ließ sich Giese 1892 als praktischer Arzt in Jena nieder. Er war parallel in der Ohrenklinik der Universität Jena tätig und legte 1897 in Weimar das Physikatsexamen ab. 1901 wurde Giese zum Bezirksarzt ernannt und er habilitierte sich in gerichtlicher Medizin mit einer experimentellen Untersuchung über Erfrierung. Zudem wurde Gerichtsmedizin mit der neuen Prüfungsordnung für Ärzte vom 18. Mai 1901 zum Pflichtfach. Seine venia docendi erhielt Giese am 23. Oktober 1901 nach einer Probevorlesung über den gegenwärtigen Stand des forensischen Blutnachweises. 1907, im Alter von 42 Jahren, erfolgte die Berufung Gieses zum außerordentlichen Professor, ein Titel, der allerdings erst 1910 und nach mehreren Anträgen eine Lehrbeauftragung einschloss, die unvergütet war. Erst 1920 bewilligte die Regierung einen vergüteten Lehrauftrag, wiederum erst nach mehreren Anträgen, auch seitens der Fakultät, und 1925, im Alter von 60 Jahren, erfolgte die Ernennung Gieses zum ordentlichen Professor. Giese bekleidete den Posten des Direktors der Anstalt für gerichtliche Medizin bis zum Beginn seines Ruhestands 1935. Er starb 1956 im Alter von 91 Jahren an einem Schlaganfall.

## Werk
Giese setzte sich während seiner Amtszeit an der Universität Jena für den Auf- und Ausbau seines Faches ebenso ein wie für die Anerkennung der Gerichtsmedizin als eigenständige Disziplin. Er gilt heute als Wegbereiter der Institutionalisierung der gerichtlichen Medizin an der Universität Jena. Mit seiner Habilitation 1901 war an der Universität Jena das Fach der gerichtlichen Medizin zwar hauptamtlich vertreten, aber erst 1919 wurde das Institut für gerichtliche Medizin am Fürstengraben gegründet. Dennoch war das Fach bis zum Beginn von Gieses Ruhestand im Jahr 1935 materiell kaum ausgestattet worden.
Neben seiner Tätigkeit in der akademischen Lehre war es Giese in den 1920er Jahren gelungen, im Thüringer Raum die Grundlagen für eine geregelte gerichtsmedizinische Betreuung zu schaffen. Bei allen gerichtlichen Obduktionen war Giese als 2. Obduzent tätig und er führte Verwaltungssektionen durch. Nachdem in Fällen strittiger Vaterschaft und in Kriminalfällen Blutgruppenbestimmungen eingeführt worden waren, erweiterte sich Gieses Aufgabenfeld erneut, weil er an allen Thüringer Gerichten für dieses Fachgebiet zuständig war.
Giese fühlte sich humanistischem Gedankengut verpflichtet und handelte nach der Überzeugung, dass es kein Gesetz gebe, das die Behandlung von jüdischen Patienten verbiete. In der Pogromnacht im November 1938 rettete er einen frisch operierten Patienten vor der Verschleppung in das Konzentrationslager Buchenwald, indem er ihn für transportunfähig erklärte. Giese sei „daraufhin telefonisch anonym bedroht und als ‚Judendoktor‘ bezeichnet worden“. Laut Akten des Universitätsarchivs Jena hatte der Pathologe Werner Gerlach, Dekan der Medizinischen Fakultät war und Mitglied des persönlichen Stabes von Heinrich Himmler, Giese beim Thüringer Ärzteführer Richard Rohde als Reaktion auf diese Vorgänge denunziert. Giese hielt den Repressionen stand, und es zeichnete ihn aus, dass er sich auch nach 1945 nicht mit seinen Erlebnissen brüstete.